# Biot (Mondkrater)

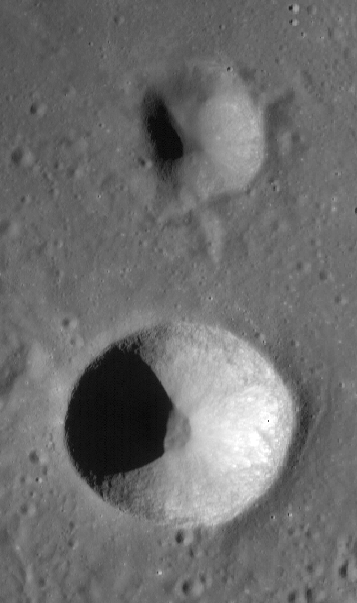
Biot (unten) mit Nebenkrater Biot C (Lunar Reconnaissance Orbiter)

Biot ist ein kleiner schüsselförmiger Einschlagkrater in den südlichen Ausläufern des Mare Fecunditatis. Er liegt nördlich des Vallis Snellius und nordwestlich des Kraters Wrottesley.
Der Rand von Biot ist nahezu kreisförmig und der scharfkantige Kraterrand weist nur geringfügige Erosionsspuren auf. Die inneren Kraterwände fallen gleichmäßig auf einen relativ kleinen Kraterboden hin ab. Sie besitzen eine höhere Albedo als das umliegende Mare, was ihnen ein helles Erscheinungsbild verleiht.
In der von Charles A. Wood und Leif Andersson 1978 formulierten und angewandten Klassifizierung nicht erodierter und überformter Krater ist Biot das Typusexemplar für die mit BIO bezeichnete Form schüsselförmiger Krater mit deutlich abgesetztem Boden.
| Buchstabe | Position           | Durchmesser | Link |
| --------- | ------------------ | ----------- | ---- |
| A         | 22,24° S, 48,79° O | 15 km       |      |
| B         | 20,47° S, 49,55° O | 27 km       |      |
| C         | 22,11° S, 51,1° O  | 7 km        |      |
| D         | 24,34° S, 50,32° O | 9 km        |      |
| E         | 24,77° S, 50,83° O | 8 km        |      |
| T         | 21,48° S, 49,77° O | 5 km        |      |